# اسباخ
اسباخ (به آلمانی: Eßbach) یک شهر در آلمان است که در Ranis-Ziegenrück واقع شده‌است. اسباخ ۲۵۸ نفر جمعیت دارد.